# Laura Gil
Laura Gil (24 de abril de 1992) é uma basquetebolista profissional espanhola, medalhista olímpica.

## Carreira
Laura Gil integrou Seleção Espanhola de Basquetebol Feminino, na Rio 2016, conquistando a medalha de prata.